# Francesca Albanese
Francesca Paola Albanese (Ariano Irpino, 30 marzo 1977) è una giurista italiana, esperta di diritto internazionale, specializzata in diritti umani e Medio Oriente. Dal 2022 è relatrice speciale delle Nazioni Unite sui territori palestinesi occupati.
Fortemente critica delle azioni compiute dal governo israeliano nella Striscia di Gaza, Albanese ha raccomandato nel suo primo rapporto che gli Stati membri delle Nazioni Unite sviluppino "un piano per porre fine all'occupazione coloniale israeliana e al regime di apartheid". 
Durante la guerra tra Israele e Hamas del 2023, Albanese ha chiesto un cessate il fuoco immediato, avvertendo che "i palestinesi corrono il grave pericolo di una pulizia etnica di massa". Ha inoltre affermato che la comunità internazionale deve "prevenire e proteggere le popolazioni dai crimini atroci" e che "anche la responsabilità per i crimini internazionali commessi dalle forze di occupazione israeliane e da Hamas deve essere immediatamente perseguita". Il 26 marzo 2024, dopo aver pubblicato un rapporto dal titolo "Anatomia di un genocidio", Albanese ha riferito al Consiglio per i diritti umani delle Nazioni Unite che sulle azioni di Israele a Gaza c'erano "fondati motivi" per parlare di genocidio.
Il 5 luglio 2025 viene sanzionata dal segretario di Stato USA Marco Rubio, che l'ha accusata di "fomentare l’antisemitismo, esprimere sostegno al terrorismo e disprezzo per gli Stati Uniti e Israele". Amnesty International, congiuntamente alle stesse Nazioni Unite,si è espressa contro tali sanzioni, ritenendole un espediente per proteggere Israele dalle accuse e un attacco all'indipendenza e al lavoro della stessa relatrice.

## Biografia
Francesca Albanese ha completato i suoi studi universitari in giurisprudenza presso l'Università di Pisa e il master con specializzazione sui diritti umani presso la School of Oriental and African Studies dell'Università di Londra. Inoltre dal 2020 sta svolgendo un dottorato di ricerca in diritto internazionale dei rifugiati presso la facoltà di giurisprudenza dell'Università di Amsterdam. 

### Scienza, giornalismo, consulenza
Dopo una borsa di studio presso l'istituto per lo studio delle migrazioni internazionali dell'Università di Georgetown di Washington, è diventata consulente senior sulla migrazione e gli sfollamenti forzati presso la ONG Arab Renaissance for Democracy and Development (ARDD) e ricercatrice presso l'Istituto Internazionale di Studi Sociali dell'Università Erasmus di Rotterdam. Presso l'ARDD è stata cofondatrice della "Rete globale sulla questione palestinese". Nel 2020 lei e Lex Takkenberg hanno pubblicato una seconda edizione del manuale Palestine Refugees in International Law presso la Oxford University Press.
Albanese ha lavorato per un decennio come esperta di diritti umani per le Nazioni Unite, tra cui l'Alto commissariato delle Nazioni Unite per i diritti umani e l'Agenzia delle Nazioni Unite per il soccorso e l'occupazione dei profughi palestinesi nel Vicino Oriente. Durante questo periodo, ha anche fornito consulenza ai governi nazionali e ai protagonisti della società civile in Medio Oriente, Nordafrica e Pacifico sui diritti umani, sulla loro attuazione e sulle norme, in particolare per quanto riguarda i gruppi vulnerabili come rifugiati e migranti. Ha lavorato come docente a contratto di diritto internazionale presso università europee e arabe (ad esempio presso l'Issam Fares Institute dell'Università americana di Beirut) e partecipa a conferenze come esperta del conflitto israelo-palestinese.

### Relatrice ONU sui territori palestinesi occupati
Il 1º maggio 2022 è stata nominata Relatrice speciale delle Nazioni Unite sui territori palestinesi occupati per un mandato di tre anni, succedendo al canadese Michael Lynk; è la seconda persona italiana dopo Giorgio Giacomelli - nonché la prima donna - a ricoprire questo ruolo,
Il 18 ottobre 2022, nel suo primo rapporto, Albanese ha chiesto agli Stati membri delle Nazioni Unite di sviluppare un piano "per porre fine a ulteriori occupazioni di terre da parte del movimento degli insediamenti israeliani e del regime di apartheid". Il rapporto concludeva: "Le violazioni descritte in questo rapporto dimostrano la natura dell'occupazione israeliana, un regime deliberatamente possessivo, segregazionista e repressivo progettato per impedire la realizzazione del diritto del popolo palestinese all'autodeterminazione".

#### Accuse di antisemitismo
La nomina di Albanese a Relatrice speciale dell'ONU sui territori palestinesi occupati ha portato alcuni media israeliani ed esponenti governativi statunitensi, in merito alle sue dichiarazioni sull'Olocausto e sui gruppi di interesse ebraici, ad accusarla di antisemitismo. Albanese ha respinto l'accusa di antisemitismo e ha sottolineato che le sue critiche a Israele si riferiscono all'occupazione dei territori palestinesi. Nel dicembre 2022, 56 esperti nel campo dell'antisemitismo, dell'Olocausto e degli studi ebraici hanno dichiarato: "È ovvio che la campagna contro Albanese non riguarda la lotta contro l'antisemitismo contemporaneo. L'obiettivo primario è metterla a tacere e minare il suo mandato come relatrice principale delle Nazioni Unite sulle violazioni israeliane dei diritti umani e del diritto internazionale".
Nel gennaio 2023 gli "instancabili sforzi di Albanese per proteggere i diritti umani nei Territori palestinesi occupati (OPT) e la sua consapevolezza delle allarmanti violazioni dei diritti palestinesi" sono stati elogiati in una dichiarazione da 116 organizzazioni per i diritti umani, organizzazioni della società civile, istituzioni accademiche e altri gruppi. Nel febbraio 2023, un gruppo bipartisan di 18 membri del Congresso degli Stati Uniti si è espresso a favore della sostituzione di Albanese perché ha mostrato persistenti pregiudizi contro Israele.
Amnesty International Italia ha pubblicato il 26 aprile 2023 una lettera di sostegno ad Albanese, firmata da decine di gruppi per i diritti italiani, parlamentari, giuristi e accademici, dopo che l'ex ministro degli esteri italiano Giulio Terzi (Fratelli d'Italia) e il ministro israeliano per la diaspora Amichai Chikli avevano invitato il governo italiano a fare una campagna per il licenziamento di Albanese. Il 27 aprile 2023, tre ex titolari, John Dugard (2001-2008), Richard Falk (2008-2014) e Michael Lynk (2016-2022), hanno pubblicamente invitato le Nazioni Unite a difendere Albanese dagli attacchi, affermando che è stata "l'obiettivo di attacchi diffamatori e personali". Il 3 maggio 2023 Albanese ha twittato di aver "visto troppe morti [di palestinesi] e troppa arbitrarietà, nessuna assunzione di responsabilità e ora si trova ad affrontare accuse per aver lavorato per porre rimedio a questi abusi".
Nel novembre 2023, l'allora europarlamentare Anna Bonfrisco ha sollevato davanti alla Commissione Europea notizia di una presunta inidoneità di Albanese a svolgere l'incarico assegnatole dall'ONU, stante che non avrebbe preventivamente informato di essere sposata con un uomo il cui pregresso lavorativo sarebbe inficiante la di lei neutralità necessaria per l'incarico ONU; la Commissione risponde di non avere riscontri sulle affermazioni di Bonfrisco e di non occuparsi delle questioni interne dell'ONU.
Nel luglio 2023, durante il 30º incontro della 53ª sessione ordinaria del Consiglio per i diritti umani delle Nazioni Unite, Albanese ha presentato un rapporto in cui accusava Israele di trasformare la Cisgiordania in una prigione a cielo aperto. Il rapporto afferma che dal 1967, più di 800 000 palestinesi, compresi bambini di appena 12 anni, sono stati arrestati e detenuti dalle autorità israeliane. In un briefing con i giornalisti, Albanese ha detto: "Non c'è altro modo per definire il regime che Israele ha imposto ai palestinesi - che è l'apartheid per impostazione predefinita - se non una prigione a cielo aperto". Israele non era presente alla presentazione ma ha respinto i risultati del rapporto.
Albanese ha commentato su Al Jazeera l'attacco terroristico di Hamas contro Israele nel 2023 e la successiva operazione militare israeliana del 9 ottobre 2023, dichiarandosi completamente scioccata e inorridita dalla violenza: "Le narrazioni che si instaurano immediatamente sono problematiche. È possibile e necessario schierarsi sia dalla parte dei palestinesi sia da quella degli israeliani senza cadere nel relativismo etico, nell'indignazione selettiva o, peggio, negli appelli alla violenza".
In una dichiarazione del 14 ottobre, ha sottolineato che sia i palestinesi sia gli israeliani hanno diritto a una vita di pace, uguaglianza, dignità e libertà. Ha invitato la comunità globale a intensificare gli sforzi per raggiungere un cessate il fuoco immediato tra le parti prima che si raggiunga un "punto di non ritorno". È responsabilità della comunità internazionale proteggere la popolazione dalle atrocità. Le azioni di Hamas e delle truppe di occupazione israeliane devono essere valutate secondo i criteri del diritto internazionale. Quando Israele ha annunciato un'importante operazione militare nel Nord di Gaza e ha invitato la popolazione locale a sgomberare immediatamente e completamente queste zone residenziali, ha parlato di un'"imminente pulizia etnica che non era giustificata come legittima difesa".
L'8 agosto 2025 durante un meeting in Sicilia dichiara: «A 670 giorni, da quel tragico, orribile 7 ottobre che ha visto morire tanti civili e tanti civili israeliani essere presi in ostaggio, ancora si continua a dire "eh però Hamas, Hamas, Hamas...". Io non credo che la gente abbia idea e contezza di che cosa sia Hamas, perché – lasciatemelo dire – da persona che Hamas la critica come forza politica dal 2010, da quando ho messo piede per la prima volta a Gaza e ho visto che Hamas non permetteva i campi scuola e i campi estivi per i bambini [...] Ho sempre portato un occhio critico e una parola di critica nei confronti di Hamas, però Hamas è una forza politica, che ha vinto le elezioni nel 2005, che ci piaccia o no; quelle sono state definite elezioni veramente democratiche da parte dell'Unione Europea, del Carter Center, dei Canadesi, di tutte le missioni di osservazione elettorale presenti in Palestina [...] Il fatto che non sia piaciuto il voto, [...] tanto agli israeliani quanto agli occidentali, ha prodotto una lotta intestina tra palestinesi che avevano votato – alcuni avevano votato Fatah, altri avevano votato Hamas – che ha prodotto tra le prime vittime... palestinesi! Io dico le prime vittime di Hamas, tra il 2006 e il 2007 [...] sono state i palestinesi stessi; quindi non è che ci fosse da parte dei palestinesi questo grande afflato e supporto nei confronti di Hamas: Hamas ha regnato con il pugno di ferro, ma ha regnato su Gaza; Hamas ha messo insieme un sistema di scuole, strutture pubbliche, ospedali, era semplicemente – come si chiamava in gergo tecnico – l'autorità di fatto; quindi è fondamentale che si capisca che, quando si pensa ad Hamas non si deve pensare necessariamente a tagliagole a gente armata fino ai denti, o combattenti, non è così: c'era anche un'amministrazione; dico c'era perchè non c'è più, perché è stato tutto distrutto da Israele [...] ritenendo che ogni amministratore, ogni insegnante, ogni medico, in quanto pagato da Hamas fosse distruggibile: è un'idea aberrante».

#### Operazione "Spade di ferro" nella Striscia di Gaza
In seguito all'operazione di Israele Spade di ferro, iniziata il 7 ottobre 2023 quale subitanea risposta all'operazione Alluvione al-Aqsa di Hamas, il 14 ottobre 2023 Albanese ha chiesto un cessate il fuoco immediato, avvertendo che "i palestinesi corrono il grave pericolo di una pulizia etnica di massa". Ha inoltre affermato che la comunità internazionale deve "prevenire e proteggere le popolazioni dai crimini atroci" e che "anche la responsabilità per i crimini internazionali commessi dalle forze di occupazione israeliane e da Hamas deve essere immediatamente perseguita".
Nel febbraio 2024 Israele le ha vietato ufficialmente l'ingresso nei territori palestinesi occupati, motivando ciò con il disaccordo sui commenti sull'origine dell'azione di Hamas del 7 ottobre che Albanese aveva fatto in rete; in relazione a tale divieto, lei ha evidenziato che gli impedimenti ai relatori ONU per accedere ed operare nei territori occupati erano già in essere dal 2008, quando l'allora relatore Richard Falk al suo arrivo venne prima detenuto e poi respinto, ad opera di Israele.
Il 25 marzo 2024, Francesca Albanese ha pubblicato un rapporto dal titolo "Anatomia di un genocidio": afferma che esistono "fondati motivi" per ritenere che Israele abbia commesso diversi atti di genocidio nella Striscia di Gaza.
Ha anche dichiarato di essere vittima di numerose minacce fin dall'inizio della sua attività volta a preparare un rapporto sulla guerra israeliana contro Gaza.
Alla fine del 1º semestre 2025, in relazione al suo incarico in seno all'ONU, ha pubblicato un rapporto, From economy of occupation to economy of genocide (Dall'economia dell'occupazione all'economia del genocidio), dove sono analizzati i meccanismi aziendali che sosterrebbero un progetto coloniale israeliano di sfollamento e sostituzione dei palestinesi nei territori occupati.
Dopo ciò, il 5 luglio 2025 il governo degli Stati Uniti d'America ha aggiunto il suo nominativo all'ambito di applicazione delle sanzioni decretate contro la Corte penale internazionale, per aver sostenuto l'apertura di un'inchiesta contro Benjamin Netanyahu; l'Onu e l'Unione europea hanno espresso solidarietà ad Albanese chiedendo la revoca delle sanzioni, mentre lei stessa ha affermato al riguardo "Si tratta di una chiara violazione della Convenzione Onu sui privilegi e le immunità, che protegge i funzionari delle Nazioni Unite, compresi gli esperti indipendenti, dalle parole e dalle azioni intraprese nell'esercizio delle loro funzioni".

## Premi
Nell'aprile 2023 Albanese ha ricevuto il Premio Internazionale Stefano Chiarini in riconoscimento del suo lavoro giornalistico sulla Palestina e sul Medio Oriente.
Nel 2024 è stata scelta come Persona dell'anno dell'ONU della pubblicazione Passblue, la quale ha dichiarato che Albanese e gli altri candidati "hanno dimostrato una forte leadership nel 2024 per sostenere la Carta delle Nazioni Unite, difendere i diritti umani universali, agire per garantire il diritto umanitario internazionale e promuovere la pace e la nonviolenza in tutto il mondo".
Il 12 febbraio 2025, Albanese ha ricevuto il "Premio Dries van Agt" da The Rights Forum, che premia le persone e le organizzazioni che si impegnano fortemente per i diritti umani e il diritto internazionale in Palestina.

## Vita privata
Albanese è sposata con Massimiliano Calì, funzionario della Banca Mondiale ed ex consulente per il Ministero dell'Economia Nazionale della Palestina. La coppia ha due figli.

## Opere
- Palestinian Refugees in International Law, con Alex Takkenberg, Oxford University Press, 2020, ISBN 978-0198784050.
- J'accuse. Gli attacchi del 7 ottobre, Hamas, il terrorismo, Israele, l'apartheid in Palestina e la guerra, con Christian Elia, Fuoriscena, 2023, ISBN 979-1222500027.
- Quando il mondo dorme. Storie, parole e ferite della Palestina, Rizzoli, 2025, ISBN 978-8817195324.